# Isla Saint Croix (Maine)
La isla Saint Croix (en francés: Île Sainte-Croix; en inglés: Saint Croix Island, en español «isla [de la] Santa Cruz»), conocida por los lugareños como isla Dochet, es una pequeña isla deshabitada del estado de Maine, que se encuentra cerca de la desembocadura del río Saint Croix (Santa Cruz) y que forma parte de la frontera internacional que separa Maine (Estados Unidos) de la provincia de Nuevo Brunswick (Canadá).
La isla de 6,5 acres (2,6 ha) tiene aproximadamente 200 metros de largo por 100 m de ancho, y está ubicada aproximadamente a 6 km aguas arriba de la desembocadura del río en la bahía de Passamaquoddy.

## Historia
La isla fue el lugar donde se realizó en 1604 el primer intento de colonización francesa por parte de Pierre Dugua, señor de Mons. Durante una disputa fronteriza en 1797 entre Gran Bretaña y los EE. UU. la isla fue puesta bajo la soberanía de EE. UU. por un estudio del río, que determinó que estaba en el lado oeste del canal principal del río.
En 1984 fue designada por el Congreso de los Estados Unidos como Sitio Histórico Internacional. No hay acceso público a la isla, pero hay una estación de contacto para los visitantes en tierra firme.